# Boštjan Stanko
Boštjan Stanko, slovenski hokejist na travi, * 5. marec 1983, Murska Sobota. 
Največje uspehe je dosegal z matičnim klubom HK Lipovci, kjer je igral v napadu na poziciji levega krila, občasno pa tudi na poziciji srednjega napadalca. Bil je večkratni najboljši strelec državnih in dvoranskih prvenstev ter prvi strelec Interlige za sezono 2007/2008 in sezono 2011/2012.

## Igralska kariera
Tako kot večina lipovskih fantov, se je s hokejem na travi začel ukvarjati, že v rani mladosti, v domačem hokejskem klubu Lipovci. Kot eden najboljših igralcev svojega letnika, se je v člansko ekipo dokončno prebil leta 1998, pri dobrih petnajstih letih in se že prvo leto, skupaj s soigralci veselil naslova državnega prvaka. V letu 1999 je najprej sodeloval na svojem prvem evropskem klubskem prvenstvu skupine C na Dunaju, proti koncu leta pa je na Panonskem pokalu v madžarski Zanki, prvič oblekel dres državne reprezentance. V tem letu je prejel tudi nagrado za perspektivnega športnika občine Beltinci.
S svojimi igrami je veliko pripomogel k uspehom HK Lipovci in je na evropskih klubskih tekmovanjih v hokeju na travi dosegel 8 zadetkov, na evropskih klubskih prvenstvih v dvoranskem hokeju pa zavidlijivih 32 zadetkov. V karieri, ki se je končala leta 2014 je tako s HK Lipovci osvojil:
- 14 naslovov državnega prvaka
- 9 naslovov pokalnega prvaka
- 10 naslovov dvoranskega prvaka
- 7 naslovov prvaka Interlige
- 1 naslov evropskega klubskega prvaka skupine C
- 1 naslov evropskega klubskega prvaka skupine Challenge II
- 1 naslov evropskega klubskega prvaka skupine Challenge III
- 2 naslov evropskega klubskega dvoranskega prvaka skupine Challenge II

Ob vseh teh ekipnih uspehih je bil v sezoni 2011/2012 najboljši igralec, v sezonah 2001/2002, 2002/2003, 2007/2008, 2011/2012 in 2012/2013 pa tudi najboljši strelec državnega prvenstva. Uspešno je zadetke dosegal tudi na dvoranskem prvenstvu in v sezonah 2003/2004, 2005/2006, 2010/2011 in 2012/2013 tudi tu prejel nagrado za najboljšega strelca. Največjo individualno lovoriko je prejel v sezoni 2007/2008, ko je postal kralj strelcev v Interligi. Uspeh je ponovil v sezoni 2011/2012, ko se je s petnajstimi zadetki ponovno zavihtel na vrh liste strelcev Interlige. 
Za slovensko reprezentanco v hokeju na travi je v obdobju med 1999 in 2008 odigral osemintrideset tekem in dosegel trinajst zadetkov. Največji uspeh z reprezentanco je dosegel leta 2007, ko je Slovenija osvojila evropsko prvenstvo skupine Challenge II.